# Maruv
Hanna Korszun művésznevén MARUV (Pavlohrad, 1991. február 15. –) ukrán énekesnő, zeneszerző, költő. 

## Élete
2014-ig a harkivi egyetemen folytatta tanulmányait.
2018. június 10-én fellépett Mikhail Buszinnal a 2018-as labdarúgó-világbajnokságon Moszkvában.
Jelenleg Kijevben él, és Olekszandr Korszun felesége.
2019-ben a Siren Song című dalával vett volna részt az Eurovíziós Dalfesztiváon, de mivel orosz kiadóhoz volt szerződtetve, és a legelső szólókoncertje a moszkvai Izvestia Hallban lett volna tartva 2019. április 6-án, ezért a kultúráért felelős miniszter nem ismerte el őt Ukrajna területi integritásának részeként, és megállapította, hogy nem neki kellene az országot az Eurovíziós Dalfesztiválon képviselni.
Február 24-én az UA:PBC szerződést ajánlott neki, amiben leírták hogy nem tarthat fellépéseket Oroszországban, de ő nem fogadta el, mondván hogy ő egy zenész, nem egy baseball-ütő a politikában. Ezután visszaléptették az Eurovíziós Dalfesztivál mezőnyéből a dalát, mivel nem tudtak megegyezni vele. Végül Ukrajna nem talált megfelelő indulót a versenyre, és nem képviselte senki sem az országot Tel-Avivban.

## Diszkográfia

### Stúdióalbumok
- Stories (2017)
- Black Water (2018)

### Középlemezek
- Hellcat Story (2019), tartalma:

| Dal                   |
| --------------------- |
| To Be Mine            |
| Don't Stop            |
| Don't U Waste My Time |
| If You Want Her       |

### Kislemezek
- Сонце (2017)
- Let Me Love You (2017)
- Спини (2017)
- Drunk Groove (2018)
- Focus On Me (2018)
- Black Water (2018)
- For You (2018)
- Siren Song (2019)
- I Want You (2020)
- Sad Song (2020)
- MORE (2020), a K/DA megegyező című dalának feldolgozása

## Fordítás
- Ez a szócikk részben vagy egészben  a   MARUV című német Wikipédia-szócikk fordításán alapul.  Az eredeti cikk szerkesztőit annak laptörténete sorolja fel. Ez a jelzés csupán a megfogalmazás eredetét és a szerzői jogokat jelzi, nem szolgál a cikkben szereplő információk forrásmegjelöléseként.